# Pitulice de ienupăr
Pitulicea de ienupăr (Phylloscopus nitidus), numită și pitulice de Caucaz, pitulice caucaziană, este o pasăre mică, insectivoră, migratoare din familia filoscopide care cuibărește pe pantele montane din nordul Turciei, Caucaz și nordul Iranului în pădurile de foioase mai ales în cele de fag, stejar sau ienupăr sau în pădurile mixte de conifere și anin. Iernează în sudul Indiei și în Sri Lanka. Foarte rar apare accidental în Insulele Britanice, Franța, Germania, Suedia, Israel, Bahrein etc. În România a fost observată de 2 ori, în octombrie 2016 și septembrie 2018, în tabără de inelare de pe Grindul Chituc. Este o pasăre de talie mică, are o  lungime de 10-11 cm și o greutate de 6,5-9 g. Se asemăna cu pitulicea verzuie după penaj, înfățișare și comportament. Sexele sunt asemănătoare și nu se pot diferenția după penaj. Are o sprânceană lungă și lată de culoare galbenă care se termină brusc la baza ciocului și se extinde dincolo de partea posterioară a regiunii auriculare și o dungă peste ochi măsliniu-închisă la fel de lungă. Obrazul și regiunea auriculară sunt galbene. Creștetul și părțile superioare, aripa și coada sunt verzi-măslinii (cenușii sau brun-cenușii în penajul uzat). Are o dunga alară transversală galben-deschisă pe supraalarele mari, și uneori o urmă a celei de-a doua dungi alare pe supraalare mijlocii. Părțile inferioare sunt albicioase, cu o nuanță galbenă pe bărbie, gatlej, piept și tectricele subcodale, unii indivizi sunt în întregime galbeni dedesubt. Se hrănește cu diferite insecte mici și păianjeni. Cuibul sferic și-l amplasează pe pământ, de obicei sub plante înalte, pe malul unui râu de munte sau pe o pantă. El este făcut de femelă din iarbă uscată, frunze, mușchi, fibre de plante și păr de animale. Ponta constă din 4-5 ouă, uneori din 6. Incubația este asigurată numai de către femelă și durează 14-16 zile. Puii din cuib sunt îngrijiți și hrăniți de ambii părinți, ei părăsesc cuibul după 14-16 zile de la eclozare.

## Denumirea
Denumirea latină Phylloscopus a genului, provine din cuvintele latine phyllo (din greacă phullon) = frunză + scopus (din greacă skopos) = cercetător, observator, examinator, căutător, deoarece acest gen include specii care își petrec o mare parte din timpul lor hrănindu-se în arbori "examinând frunzele". Denumirea latină a speciei nitidus (= strălucitor, lucitor) indică faptul că ea are un colorit verzui-măsliniu strălucitor pe părțile superioare.
Cuibărește în crânguri de ienupăr în nord-estul Iranului, de unde și numele ei de pitulicea de ienupăr în română sau germană (Wacholderlaubsänger). În engleză se numește Green Warbler sau Green Leaf Warbler (pitulice verde), în franceză Pouillot du Caucase (pitulice de Caucaz), în spaniolă Mosquitero del Cáucaso (pitulice de Caucaz), în rusă Желтобрюхая пеночка (pitulice cu abdomenul galben).

## Taxonomie
Pitulicea de ienupăr este o specie monotipică, nedivizată în subspecii.
Ea a fost descrisă pentru prima oară în 1843 de zoologul englez Edward Blyth (terra typica - Calcutta, India).
Poziția taxonomică este incertă. În trecut pitulicea de ienupăr era adesea inclusă ca o subspecie (Phylloscopus trochiloides nitidus) în specia Phylloscopus trochiloides (pitulicea verzuie), dar și astăzi este frecvent considerată conspecifică (din aceeași specie) cu pitulicea verzuie, dar studiile ADN-ului mitocondrial (ADNmit) indică faptul că cele două sunt intermediare între specii și subspecii din punct de vedere al gradului divergenței dintre acestea.
Complexul "pitulicii verzui", care include, în afară de subspeciile pitulicii verzui (Phylloscopus trochiloides), și pitulicea de ienupăr (Phylloscopus nitidus) și pitulicea verzuie siberiană (Phylloscopus plumbeitarsus), nu este ușor de tratat taxonomic clar și coerent. Aceste subspecii și specii sunt apropiate mai ales din punct de vedere clinal și sunt evident înrudite îndeaproape, atât morfologic, cât și vocal. Deoarece pitulicea de ienupăr are un areal alopatric în Caucaz, separat de celelalte specii ale acestui complex printr-un gol foarte întins, în ciuda prezenței unui habitat adecvat, și întrucât ea este identificată întotdeauna pe criterii morfologice și prezintă unele diferențe vocale, ea este tratată ca o specie distinctă.

## Răspândire geografică
Pitulicea de ienupăr are un areal de cuibărit izolat și destul de limitat în nordul Turciei, Caucaz, Transcaucazia, nordul Iranului și în regiunile montane adiacente.
Cuibărește în nordul Turciei și Caucaz (Armenia, Azerbaidjan, Georgia, Caucazul de Nord al Rusiei), de asemenea în munții Elburz și Kopetdag din nordul Iranului și regiunile adiacente din sudul Turkmenistanului, în sud-estul Uzbekistanului, și posibil în nord-vestul și centrul Afganistanului, sud-vestul Pakistanului (în Belucistan) și în vestul Tadjikistanului.
La sfârșitul verii migrează în direcția est-sud-est prin Sind și nord-vestul Himalaiei pentru a ierna în sudul Indiei (Gații de Vest, Kerala, Tamil Nadu), dar mai ales în Sri Lanka, iar un număr mic și în sudul Pakistanului (în sudul provinciei Sind).
În timpul migrației apare rar în pasaj în Bangladeș. Apariții accidentale extrem de rare au fost înregistrate în unii ani în Marea Britanie, Franța, Spania, Germania, Suedia, Finlanda, Danemarca, Grecia, România, Crimeea, Insulele Feroe, Israel, Tadjikistan, Oman și Bahrein.

### Prezența în România
În România pitulicea de ienupăr a fost observată de 2 ori, în octombrie 2016 și septembrie 2018, în tabără de inelare de pe Grindul Chituc.
- Primul exemplar (un juvenil) observat în România a fost capturat pe data de 5 octombrie de Bărbos Lőrinc și Marton Attila,[19] și recapturat o săptămână mai târziu, pe 13 octombrie 2016, într-o condiție fizică bună.[20][21]
- Pe 2 septembrie 2018, Marton Attila, Fülöp Attila, Herczeg Dávid au capturat un exemplar,[22] care a fost recapturat pe 3 septembrie 2018.[23]

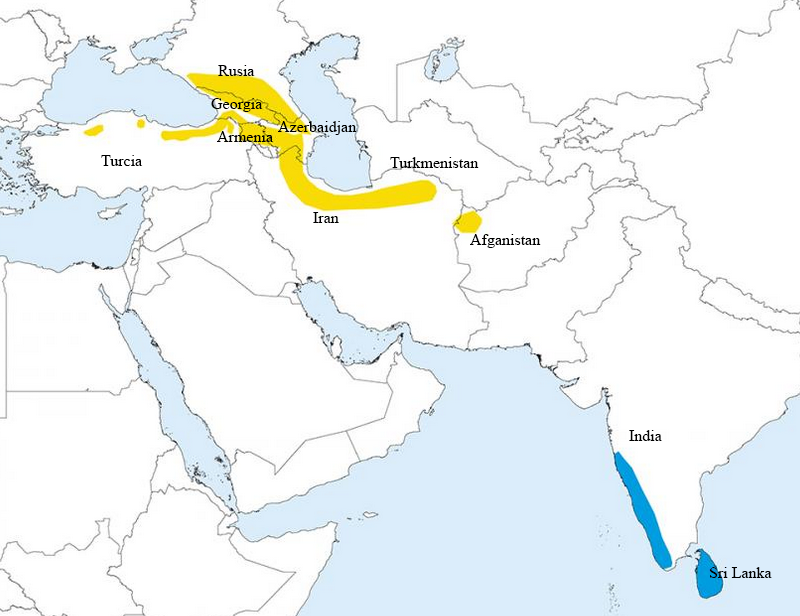
Arealul pitulicii de ienupăr

## Recunoașterea în teren
Pitulicea de ienupăr se asemăna cu subspecia viridanus a pitulicii verzui (Phylloscopus trochiloides), dar are părțile superioare verzi asemănătoare cu cele ale pitulicii sfârâitoare (Phylloscopus sibilatrix), sprânceana galbenă foarte evidentă, clar delimitată, și obrajii, gâtlejul, laturile gâtului și partea superioară a pieptului gălbui. Coloritul galben și verde se pierde cu ușurință printre frunzișul luminat de soare, și prin urmare asemănarea cu subspecia viridanus se amplifică adesea pe teren. Dunga transversală alb-gălbuie de pe aripă (dunga alară) este evidentă și uneori este vizibilă o urmă scurtă a celei de-a doua dungi alare. Sprânceana galbenă se termină brusc la baza ciocului și nu se extinde pe frunte ca la majoritatea pitulicilor verzui. Capul este proporțional mai mare și ciocul mai puternic.
Strigătul de contact se aseamănă cu cel al pitulicii verzui siberiene (Phylloscopus plumbeitarsus) și constă dintr-un "tiss-suii" sau "tssiurr" înalt, clar disilabic. Cântecul este foarte asemănător cu cel al pitulicii verzui, dar adesea dar diferă prin includerea unui tril sec sau a unei fraze bâzâitoare, "tsii-tserrr"; un cântec poate include până la trei de astfel de fraze, dar obișnuit una sau două.
Este destul de activă și în continuă mișcare ca și pitulicea verzuie, și se deplasează iute prin coroanele copacilor.

## Descrierea

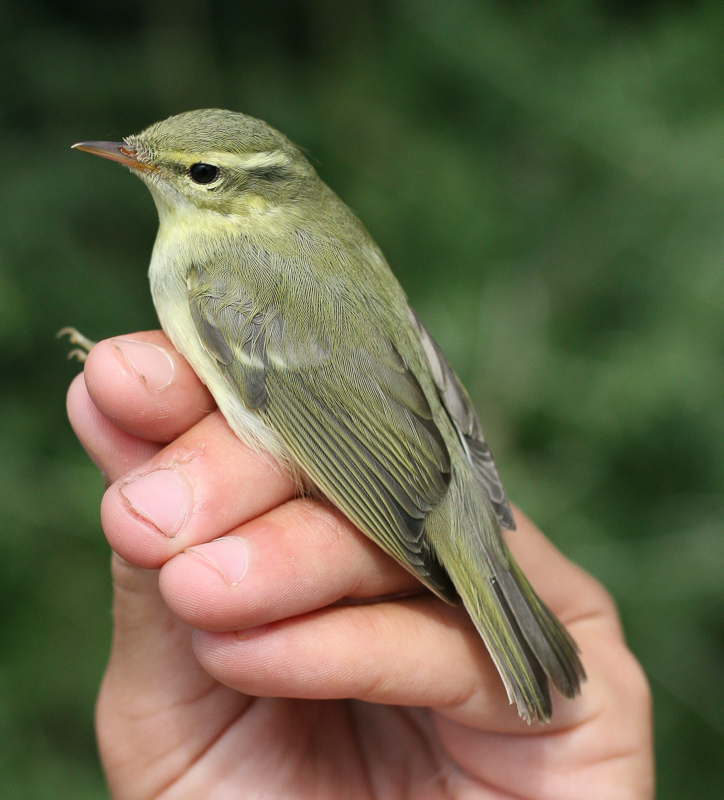
Pitulicea de ienupăr în delta râului Çoruh, lângă Batumi, Georgia

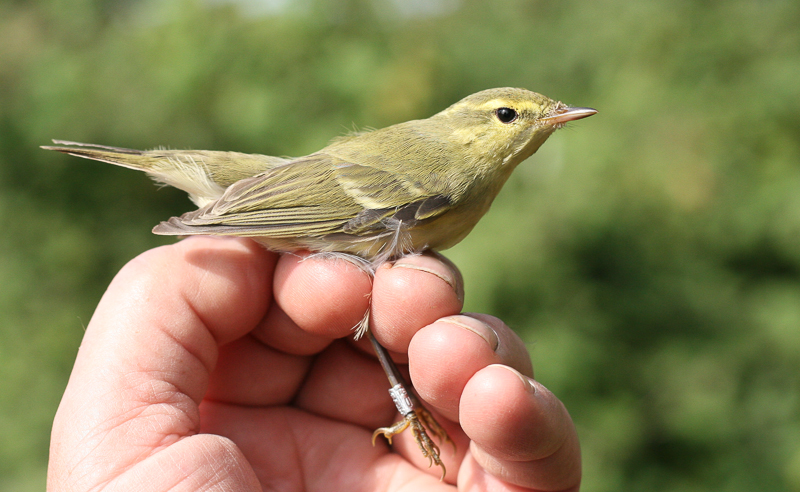
Pitulicea de ienupăr în delta râului Çoruh, lângă Batumi, Georgia

Este o pitulice de talie mică sau mijlocie care se asemăna cu pitulicea verzuie (Phylloscopus trochiloides) după penaj, înfățișare și comportament. Are o lungime de 10-11 cm și o greutate de 6,5-9 g. Sexele sunt asemănătoare și nu se pot diferenția după penaj.
Are o sprânceană lungă și lată de culoare galbenă strălucitoare (galben-lămâi) care se extinde dincolo de partea posterioară a regiunii auriculare; sprânceană se termină brusc la baza ciocului și nu se extinde pe frunte. Sprânceană este accentuată de o dungă oculară măsliniu-închisă la fel de lungă și o semilună oculară inferioară albicioasă vădită. Fața (obrazul și regiunea auriculară) sunt de asemenea galben-strălucitoare (galben-lămâi), ușor pătate cu măsliniu pe margini.
Creștetul și părțile superioare, inclusiv tectricele supraalare, sunt de culoare verde (verde-măslinie) strălucitoare, destul de deschisă (cenușii până la brun-cenușii în penajul uzat). Remigele aripii și rectricele cozii sunt brun-măslinii și au marginile steagurilor externe de culoare verde (verde-măslinie) strălucitoare.
Vârfurile supraalarelor mari sunt galben-deschise și formează împreună o dungă transversală (dungă alară) galbenă bine dezvoltată pe aripă; această dungă este destul de lungă și lată (are o lățime de 1-2 mm) și se termină de obicei mai lat la ambele capete. Vârfurile supraalarelor mijlocii sunt și ele galben-deschise și formează uneori a doua dungă alară galbenă slab dezvoltată, scurtă și subțire, abia vizibilă; dungă alara de pe supraalarele mijlocii este adesea prezentă numai în penajul proaspăt de primăvară.
Părțile inferioare în penajul proaspăt sunt albicioase, cu o nuanță galbenă intensă (galben-lămâi) variabil extinsă, unele cu galben numai pe bărbie, gatlej, laturile gâtului, piept și tectricele subcodale, altele în întregime galbene pe părțile inferioare (în penajul uzat galbenul uneori lipsește). Tectricele subalare sunt galbene (ele se văd adesea ca pene răsfirate pe curbura aripii).
Irisul brun-închis. Mandibula superioară brun-închisă (corniu-închisă), mandibula inferioară de culoare vie mai deschisă - portocalie, galbenă sau rozacee. Picioarele variabil colorate, brunii sau cenușiu sau verde-măslinii, cu marginea posterioară gălbuie, sau brun-deschisă sau rozacee.

### Vârsta
- Adultul în penajul uzat de vară are părțile superioare brun-cenușii sau cenușii, părțile inferioare sunt neuniform galben-murdare. În penajul uzat galbenul de părțile inferioare uneori lipsește. Dungă alara de pe supraalarele mijlocii poate lipsi.[3][7][9][27]

- Juvenilul toamna este asemănător ca adultul sau cu pasărea în prima iarnă, dar are penajul ceva mai strălucitor și părțile inferioare sunt uniform galbene.[3][7][9]

### Date biometrice
Lungimea totală 10,5-12 cm. Lungimea aripii ♂ 59-69 mm (în medie 64,3), ♀ 58-64 mm (în medie 61,4). Lungimea cozii ♂ 43-51 mm (în medie 47,1), ♀ 41-48 mm (în medie 45,2). Lungimea cozii/Lungimea aripii în medie 73,4%. Lungimea ciocului 12.0-14.0 mm (în medie 12,8). Înălțimea ciocului 2,5-3,0 mm (în medie 2,7). Lățimea ciocului 3,3-3,8 mm (în medie 3,6). Lungimea tarsului 17,5-19,9 mm (în medie 18,6).
Formula alară: prima remige primară depășește vârful tectricelor primare cu 3-8 mm, și este mai mică decât a 2-a remige primară cu 25-31 mm (într-un caz cu 23). A 2-a remige primară este mai mică decât vârful aripii cu 6-9,5 mm, egală cu a 7-a sau a 7-a/8-a remige primară (în 52%), egală cu a 6-a/7-a (în 37%) sau cu a 8-a (în 11%) (Ticehurst în 1938 a găsit o proporție mai mare egală cu a 6-a/7-a în 84%, și nici una egală cu a 8-a remige). Remigele primare 3-5 sunt aproximativ egale și cele mai lungi și formează vârful aripii (însă uneori a 3-a sau a 5-a remige primară sau ambele sunt mai mici decât vârful aripii cu 0,5-1 mm). A 6-a remige primară este mai mică decât vârful aripii cu 1,5-4 mm. A 7-a remige primară este mai mică decât vârful aripii cu 5-8 mm. A 10-a remige primară este mai mică decât vârful aripii cu 10,5-14 mm. Prima remige secundară este mai mică decât vârful aripii cu 13-17 mm. Pe steagul extern al remigelor primare 3-6 există emarginații (scobituri).
Dementiev dă următoarele date: Prima remige primară depășește vârful tectricelor primare cu 3,5-9 mm. A 2-a remige primară între a 6-a și a 7-a, mai rar egală cu a 7-a și extrem de rar între a 7-a și a 8-a. Remigele primare 3-4 sau 3-4-5 au o lungime egală și formează vârful aripii. Pe steagul extern al remigelor primare 3-6 există emarginații (scobituri), emarginația de pe a 6- remige primară este slab pronunțată. Anvergura aripilor ♂ (la 3 exemplare) 190, 191 și 192 mm. Lungimea corpului ♂ (la 3 exemplare) 117, 118 și 118 mm. Lungimea aripii ♂ (la 23 exemplare) 58,0-64,6 mm, în medie 62,3 mm; ♀ (la 4 exemplare) 57,5-60,0, în medie 58,5 mm. Greutatea ♂ (a 3 exemplare) 7,25, 7,5 și 7,5 g, ♀ (1 exemplar) 6,5 g.

## Specii asemănătoare
Cu toate că în linii mari are aceeași mărime și înfățișare ca și pitulicea verzuie (Phylloscopus trochiloides), pitulicea de ienupăr diferă subtil dar invariabil prin următoarele trăsături de subspecia viridanus a pitulicii verzui (în ordinea importanței):
- Sprânceana, fața și toată partea inferioară, sunt de culoare deschisă galben-strălucitoare, în mod evident mai mult decât la majoritatea indivizilor subspeciei viridanus ce au o nuanță mai gălbuie. Puțini indivizi ai subspeciei viridanus au o nuanță gălbuie puțin mai intensă pe cap și pe părțile inferioare, mai ales pe abdomen și flancuri, față de majoritatea, dar pitulicea de ienupăr este în orice caz mai saturată cu galben mai ales pe sprânceana, bărbie, gâtlej și piept. În  acest caz este important de luat în considerație ansamblul complet de caracteristici ai subspeciei viridanus, inclusiv părțile superioare ușor mai întunecate și mai cenușii și cel puțin elementul albicios de pe sprânceană, obraji, bărbie și gâtlej, acestea fiind în întregime galben-lămâi la pitulicea de ienupăr.

- Părțile superioare la pitulicea de ienupăr sunt ușor mai mai deschise la culoare și au o nuanță verzuie mai strălucitoare, mai puțin cenușie.

- Pitulicea de ienupăr are sprânceana lungă și lată, care se termină brusc la baza ciocului, ca la majoritatea pitulicilor verzui siberiene (Phylloscopus plumbeitarsus), și nu se extinde pe frunte ca la majoritatea pitulicilor verzui (subspecia viridanus).

- În general la pitulicea de ienupăr dunga alară posterioară de pe supraalarele mari este mai lungă și mai lată, și se termină de obicei mai lat la ambele capete. La  subspecia viridanus a pitulicii verzui dunga alară este mai îngustă și mai scurtă, fiind limitată numai la câteva supraalare mari centrale, și de obicei dispare treptat spre ambele capete, neajungând la marginea aripii sau la remigele terțiare.

- Uneori pitulicea de ienupăr are o urmă a celei de-a doua dungi alare (anterioare) pe supraalare mijlocii, care este foarte scurtă și subțire (aceasta este foarte rară la  subspecia viridanus a pitulicii verzui).

- În medie proiecția remigelor primare la pitulicea de ienupăr este puțin mai lungă decât la subspecia viridanus (dar există multe coincidențe).

- Cu toate că adesea este dificil de stabilit precis mărimea pitulicii de ienupăr fără a o captura, ea are în medie o talie un pic mai mare și aripa mai lungă față  de subspecia viridanus (dar există multe coincidențe) și proporțional dimensiunile capului și a ciocului sunt adesea evident mai mari decât la subspecia viridanus.

- Pe lângă aceste trăsături distinctive există diferențe vocale subtile, dar destul de utile.

O pitulice văzută bine de la o distanță mică și într-o lumină bună care are sprânceana, laturile capului și o mare parte a părților inferioare, în special bărbia și gâtlejul de culoare galben-lămâi strălucitoare, și părțile superioare de culoare verde destul de deschisă și strălucitoare și la care alte diferențe susțin identificarea, inclusiv strigătul disilabic sau cântecul caracteristic, poate fi considerată cu certitudine o pitulicea de ienupăr. Dar în practică, locul de unde ea cântă este adesea cel mai bun indiciu. Culoarea galbenă este adesea dificil de deslușit sau de apreciat corect atunci când pitulicea este văzută în coroana luminată de soare a arborilor foioși.
Pitulicea verzuie se deosebește de pitulicea arctică (Phylloscopus borealis) prin coloritul galben de pe părțile inferioare, părțile superioare verzi mai deschise, talia puțin mai mică și absența nuanței cenușii sau a petelor cenușii de pe laturile părții posterioare a gâtlejului și a pieptului.

## Năpârlirea
Adulții năpârlesc de două ori pe an.
Năpârlirea postnupțială parțială a păsărilor adulte are loc în locurile de cuibărit sau în apropierea lor înainte de migrație la sfârșitul verii (în iulie-septembrie), și cuprinde tectricele corpului și unele tectricele alare, rareori și unele remige terțiare mediale impare și un număr variabil de rectrice centrale ale cozii.
Năpârlirea prenupțială completă (inclusiv a aripilor și cozii) atât a păsărilor adulte cât și celor din primul an de viață are loc în cartierele de iarnă, din februarie până la jumătatea lunii martie.
Juvenilii năpârlesc parțial, ei își schimbă în iulie-septembrie tectricele corpului, uneori remigele terțiare mediale, și câteva tectrice supraalare, câteodată rectricele centrale ale cozii.

## Vocea
Cântă de la sfârșitul lui aprilie până la sfârșitul lui iulie. Strigătele și cântecul sunt foarte asemănătoare cu cele ale pitulicii verzuii (Phylloscopus trochiloides, subspecia viridanus).
Cântecul seamănă cu cel al codobaturii albe (Motacilla alba) și pițigoiului de brădet (Periparus ater), dar mai mult cu cel al pitulicii verzui, și constă dintr-un șir de note ciripitoare puternice și melodioase ascendente și descendente, de tonalitate înaltă, ascuțite, "scârțâitoare", emise într-un ritm oarecum sacadat și "grăbit". Strofele adesea durează 1,5-2,5 sec. Câteodată, cântecul nu poate fi distins cu certitudine de cel al pitulicii verzui (cel puțin nu fără utilizarea sonogramelor sau chiar și în acest caz), dar multe păsări includ un element "bâzâitor" sau "triluit" sec (diferit de trilurile auzite uneori ale pitulicii verzui asemănătoare cu a ochiuboului), acest element este considerat a fi specific speciei. Această notă triluită seacă, "tserr", este adesea precedată de o notă scurtă, ascuțită, și prin urmare nota poate fi redată printr-un "tsi-tserr". Un cântec poate include până la trei note triluite, dar obișnuit una sau două. Un alt element al cântecului tipic (dar care nu este folosit de toți cântăreții) este includerea unui "huuiit" șuierător, dulce și scurt. După unii autori cântecul incepe de obicei cu notele "suii-u" sau "ce-uii", și poate fi redat print-un "ce-uii ceuii ceuii ciui ciui ciui ciui", care poate fi prelungit cu un "ceuiiii" strident.
Strigătul de contact este foarte asemănător ca strigătul pitulicii verzui siberiene (Phylloscopus plumbeitarsus), și după cum se pare indistinct de el, și constă dintr-un "tiss-suii" sau "tssiurr" înalt, disilabic. Unele variante pot fi transcrise, ca un "dishuit", așa cum zic francezii cifrei 18 "dix-huit". După unii autori strigătul de contact este un "ci-uii" sau "cii-uii" puternic și ascuțit, sau un "cirr-ir-ip", "tissic", "tirririp" sau un "zilip" răsunător. Când este alarmată sau excitată scoate un "ci-vii ci-viii" rapid și repetat și un "ci-ru-uiit" mai lung și mai plăcut, aproape trisilabic.

## Habitatul

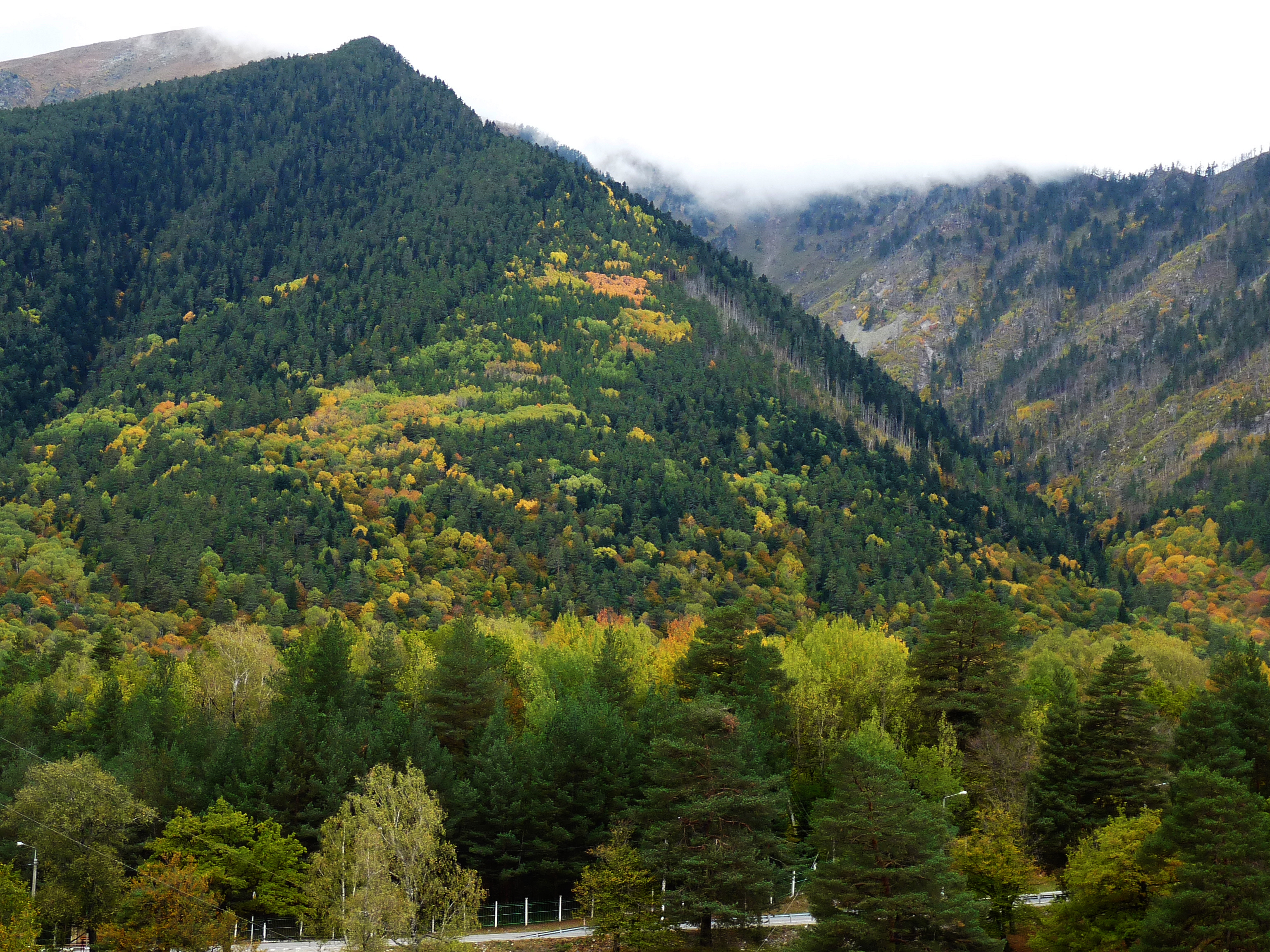
Rezervația naturală Teberda (din nord-vestul Caucazului), unde cuibărește pitulicea de ienupăr

Cuibărește pe versanții munților în pădurile de foioase luxuriante de la altitudini mari, mai ales în cele de fag (Fagus), stejar (Quercus) sau ienupăr (Juniperus) cu subarboret bine dezvoltat sau în pădurile de conifere în care cresc și copaci de foioase ca aninul (Alnus), de ex. aninul alb (Alnus incana) în vestul Caucazului; de asemenea în sălcișuri (Salix), în special de-a lungul văilor râurilor, dar și pe povârnișurile acoperite cu tufișuri, în ravene și în tufișurile din pajiștile subalpine. Specia este prezentă de la poalele munților până la altitudini de 3000 m.
În afara sezonului de cuibărit, se întâlnește în păduri până la altitudini de 2400 m, precum și în grădini, parcuri, livezi și la marginile terenurilor agricole.

## Comportamentul
Este o pasăre vioaie și nu stă locului nici o clipă când își caută hrana, zboară dintr-un loc într-altul fâlfâind din aripi. Își procură hrana singur sau în perechi. La sfârșitul sezonului de cuibărit și în pasaj se adună în cârduri sau se alătură stolurilor mixte formate de alte păsări insectivore mici, cum ar fi pițigoii (Parus).
Este o specie teritorială; teritoriul ocupat de o pereche este apărat contra altor genuri de păsări, mai ales față de pitulicea mică (Phylloscopus collybita) și pitulicea caucaziană (Phylloscopus sindianus, subspecia lorenzii).

## Hrana
Pitulicea de ienupăr se hrănește cu diverse nevertebrate mici, mai ales cu insecte (adulți și larve), de ex. gândaci (Coleoptera), păianjeni (Araneae), plecoptere (Plecoptera), fluturi (Lepidoptera), muște (Diptera) și hemiptere mici (Hemiptera), inclusiv cu afide (Aphidoidea).
În stomacurile a 4 păsări, capturate în iunie și iulie 1971-1973 lângă satul Nichel din Adîgheia au fost găsite: un păianjen (Araneidae); o ortopteră; 9 homoptere, inclusiv o cicadelă (Cicadella), 2 purici meliferi (Psyllidae), și o afidă (Aphididae); 5 gandaci, inclusiv  o carabidă  și un trombar (Curculionidae); o himenopteră; 10 diptere, printre care 3 țânțari, 7 muște (dintre acestea 6 empidide). Au fost găsite și 3 semințe de ierburi.
În timpul sezonului de cuibărit, hrana adulților și puilor din cuib este identică. În rezervația naturală Teberda (din nord-vestul Caucazului) puii din cuib  au fost hrăniți cu tipulide, diferite muște, fluturi adulți mici, omizi de cotari (Geometridae), buhe (Noctuidae) și de tortricide (Tortricidae), alte insecte mici, păianjeni.
Își caută hrana în principal în etajele mijlocii și superioare ale coronamentului copacilor de foioase mai ales la periferia coroanei. În etajul inferior al pădurii coboară rar, deși uneori vânează printre ferigi.
Majoritatea insectelor le prinde prin frunziș. Se hrănește atât cu insecte târâtoare, pe care le prinde de pe suprafața frunzelor și ramurilor, cât și zburătoare. Insectele zburătoare sunt colectate de pe suprafața vegetației sau prinse în aer, sărind după ele de pe ramurile terminale sau le prinde planând în aer.

## Deplasări sezoniere
Pitulicea de ienupăr este o pasăre migratoare.
Iernează în sudul Indiei și Sri Lanka, iar un număr mic și în sudul Pakistanului (în sudul provinciei Sind). Pleacă din locurile de cuibărit în august și pasajul continuă până la începutul lui octombrie, excepțional până la mijlocul lui noiembrie. Trece în pasaj prin Iran de la mijlocul lui august și în Pakistan (în special din Punjab până la Sind) de la sfârșitul lui august/începutul lui septembrie până la sfârșitul lui octombrie; căile migrației trec în principal prin văile râurilor și defileurile montane. Se întâlnesc în număr mare în India și Sri Lanka de la începutul lui septembrie, dar majoritatea ajung în cartierele de iarnă în octombrie.
Migrația de primăvară spre locurile de cuibărit începe în martie, dar cartierele de iernat sunt părăsite în mare parte până la mijlocul lui aprilie. Este mai numeroasă primăvara la nordul și estul traseului de migrație de toamnă (spre est până în Nepal, Sikkim și vestul Bengalului) de la mijlocul lui martie până la mijlocul lui mai. În pasajul de primăvară trece prin nordul Pakistanului de la sfârșitul lui martie până la sfârșitul lui mai și prin zona sud-caspică de la mijlocul lui aprilie până la mijlocul lui mai (majoritatea la începutul lui mai). Primele păsări sosesc în locurile de cuibărit din Caucaz și nord-estul Turciei la sfârșitul lui aprilie, dar cele mai multe în primele 10 zile ale lunii mai.
Apare accidental sau rar în pasajul de toamnă în unii ani în Oman și excepțional la mijlocul iernii pe coasta rusă a Mării Negre. În timpul migrației apare rar în pasaj în Bangladeș. Apariții accidentale extrem de rare au fost înregistrate în Insulele Britanice, Franța, Germania, Suedia, România, Israel și Bahrein.

## Statutul și conservarea
Specia nu este amenințată cu dispariția la nivel global (LC după criteriile IUCN).
Este comună sau în unele locuri numeroasă. Nu există informații despre populația totală cuibăritoare, dar arealul de cuibărit s-a extins din anii 1930 în nord-vestul Caucazului și în nordul Turciei până în nord-vestul Anatoliei; probabil cuibărește și în vestul Pakistanului (Belucistan).
Există puține date privind densitățile populațiilor; densitățile variază de la 3 teritorii individuale pe 4 ha până la 11 pe 30 ha, dar de-a lungul văilor râurilor se întâlnesc 7 masculi cântători pe un km. În pădurile montane din Azerbaidjan densitățile cresc cu altitudinea, de la 0,2-2,1 păsări/km în pădurile de la altitudini mai joase la 6-14 păsări/km în cele de la altitudini medii.
Populația europeană estimată de perechi cuibăritoare.
| Țara        | Populația estimată (perechi cuibăritoare) | Anul estimării |
| ----------- | ----------------------------------------- | -------------- |
| Armenia     | 10.000-20.000                             | 2002-2012      |
| Azerbaidjan | 100.000-250.000                           | 1996-2000      |
| Georgia     | Prezentă                                  |                |
| Rusia       | 300.000-800.000                           | 2000-2002      |
| Turcia      | 10.000-20.000                             | 2013           |
| Europa      | 420.000-1.090.000                         |                |